# Kolarstwo na Letnich Igrzyskach Olimpijskich 1908
Wyniki wyścigów kolarskich podczas Igrzysk Olimpijskich w Londynie.

## Medaliści
| Konkurencja    | Złoty                                                                                | Srebrny                                                                           | Brązowy                                                                         |
| 660 jardów     | Victor Johnson                                                                       | Émile Demangel                                                                    | Karl Neumer                                                                     |
| 5000 metrów    | Benjamin Jones                                                                       | Maurice Schilles                                                                  | André Auffray                                                                   |
| 20 kilometrów  | Clarence Kingsbury                                                                   | Benjamin Jones                                                                    | Joseph Werbrouck                                                                |
| 100 kilometrów | Charles Bartlett                                                                     | Charles Denny                                                                     | Octave Lapize                                                                   |
| Sprint         | Medale nie zostały rozdane z powodu przekroczenia przez zawodników limitu czasu      | Medale nie zostały rozdane z powodu przekroczenia przez zawodników limitu czasu   | Medale nie zostały rozdane z powodu przekroczenia przez zawodników limitu czasu |
| Tandemy        | Francja · André Auffray · Maurice Schilles                                           | Wielka Brytania · Frederick Hamlin · Thomas Johnson                               | Wielka Brytania · Charles Brooks · William Isaacs                               |
| Drużynowo      | Wielka Brytania · Benjamin Jones · Clarence Kingsbury · Leon Meredith · Ernest Payne | Cesarstwo Niemieckie · Max Götze · Richard Katzer · Hermann Martens · Karl Neumer | Kanada William Anderson Walter Andrews Frederick McCarthy William Morton        |

## Tabela medalowa
| lp. | Państwo              | Złoty | Srebrny | Brązowy | Suma |
| 1.  | Wielka Brytania      | 5     | 3       | 1       | 9    |
| 2.  | Francja              | 1     | 2       | 2       | 5    |
| 3.  | Cesarstwo Niemieckie | 0     | 1       | 1       | 2    |
| 4.  | Belgia               | 0     | 0       | 1       | 1    |
| 4.  | Kanada               | 0     | 0       | 1       | 1    |